# Fiji nos Jogos Olímpicos de Verão de 1960
Fiji competiu nos Jogos Olímpicos de Verão de 1960 em Roma, Itália.

## Desempenho

### Atletismo
Masculino
Pista
| Atleta              | Evento              | Qualificação   | Qualificação | Quartas-de-final | Quartas-de-final | Semi-final | Semi-final  | Final       | Final       |             |
| Atleta              | Evento              | Res.           | Pos.         | Res.             | Pos.             | Res.       | Pos.        | Res.        | Pos.        |             |
| ------------------- | ------------------- | -------------- | ------------ | ---------------- | ---------------- | ---------- | ----------- | ----------- | ----------- | ----------- |
| Sitiveni Moceidreke | Sitiveni Moceidreke | 100m masculino | 10.92        | 27º Q            | 10.85            | 18º        | Não avançou | Não avançou | Não avançou | Não avançou |

Campo
| Atleta          | Evento              | Elim. | Elim. | Final       | Final       |
| Atleta          | Evento              | Res.  | Pos.  | Res.        | Pos.        |
| --------------- | ------------------- | ----- | ----- | ----------- | ----------- |
| Mesulame Rakuro | Lançamento de disco | 47.18 | 32º   | Não avançou | Não avançou |